# 3586 Васнецов
3586 Васнецо́в (3586 Vasnetsov) — астероїд головного поясу, відкритий 26 вересня 1978 року.
Тіссеранів параметр щодо Юпітера — 3,461.